# Liste du patrimoine mondial à Antigua-et-Barbuda
Cet article recense les sites inscrits au patrimoine mondial à Antigua-et-Barbuda.

## Statistiques
Antigua-et-Barbuda accepte la Convention pour la protection du patrimoine mondial, culturel et naturel le 1er novembre 1983 (le pays n'est alors indépendant du Royaume-Uni que depuis le 1er novembre 1981). Le premier site protégé est inscrit en 2016,. Le pays n'a jamais eu de mandat au Comité du patrimoine mondial.
En 2016,  Antigua-et-Barbuda compte un seul site inscrit au patrimoine mondial, de type culturel. Avec cette inscription, l'État ne compte plus de bien sur sa liste indicative.

## Listes

### Patrimoine mondial
Le site suivant est inscrit au patrimoine mondial.
| Id.  | Bien                                                      | Paroisse   | Année | Superficie (ha) | Critères et notes | Coordonnées                  | Illus. |
| ---- | --------------------------------------------------------- | ---------- | ----- | --------------- | --- | ---------------------------- | ------ |
| 1499 | Chantier naval d'Antigua et sites archéologiques associés | Saint-Paul | 2016  | 255             | Culturel, (ii), (iv) La protection recouvre le chantier naval, son enceinte fortifiée, la baie d'English Harbour (en) et les collines environnantes. | 17° 00′ 29″ N, 61° 45′ 50″ O |        |

### Liste indicative
Le chantier naval d'Antigua était présent sur la liste indicative du pays depuis le 17 février 2012 sous le nom de « Nelson's Dockyard ». Depuis l'inscription du site au patrimoine mondial, le pays ne compte plus aucun bien soumis sur sa liste indicative.